# Jefferies (entreprise)
Jefferies est une banque d'investissement américaine. En novembre 2012, elle fusionne avec Leucadia, son principal actionnaire, dans une opération de 3,6 milliards de dollars.